# Église Notre-Dame-de-la-Visitation de Rosny-sous-Bois
L'église Notre-Dame de la Visitation située au 46, rue Jean-Mermoz à Rosny-sous-Bois dans le département de la Seine-Saint-Denis, en région Île-de-France est une église affectée au culte catholique. C'est un bâtiment en béton muni d'un campanile qui a été posé en 2008, dans le cadre de travaux entrepris par l'Œuvre des Chantiers du Cardinal.
Elle fait partie de la paroisse de Rosny-sous-Bois rattachée au diocèse de saint Denis.
L’intérieur a été rénové en 2011.